# 24 Dywizja Strzelców
24 Dywizja Strzelców – związek taktyczny piechoty Armii Czerwonej okresu wojny domowej w Rosji i wojny polsko-bolszewickiej.

## Formowanie i walki
Powołana została 26 lipca 1918 roku na mocy rozkazu Rady Rewolucyjno-Wojskowej 1 Armii Frontu Wschodniego z jednostek ochotniczych z Samary, Symbirska i Sengileja jako 1 Symbirska Dywizja Piechoty. 18 listopada 1918 roku przemianowana została w 24 Symbirską Dywizję Strzelecką. Odznaczyła się w walkach na Powołżu, uzyskując miano „żelaznej”. W maju 1920 została przerzucona na front polski. W czerwcu 1920 bezskutecznie atakowała pozycje 9 Dywizji Piechoty pod Rzeczycą. Podczas letniej ofensywy Armii Czerwonej toczyła walki m.in. pod Mozyrzem, Łuckiem i Sokalem. 8 sierpnia została pokonana przez 1 Dywizję Piechoty Legionów pod Świniuchami. 23 września poniosła duże straty w walce z 8 Brygadą jazdy pod Zasławiem. Po podpisaniu rozejmu z Polską walczyła z oddziałami atamana Petlury na Ukrainie.

## Struktura organizacyjna
Skład na dzień 12 lipca 1920
- dowództwo dywizji
- 70 Brygada Strzelców
  - 208 pułk strzelców
  - 209 pułk strzelców
  - 210 pułk strzelców
- 71 Brygada Strzelców
  - 211 pułk strzelców
  - 212 pułk strzelców
  - 213 pułk strzelców
- 72 Brygada Strzelców
  - 214 pułk strzelców
  - 215 pułk strzelców
  - 216 pułk strzelców im. Lenina
- 2 pułk kawalerii

## Dowódcy dywizji
- N. Kozyriew (V 1920 – I 1921)[3]